# Невада (Испания)
Вижте пояснителната страница за други значения на Невада.
Невада (на испански: Nevada) е населено място и община в Испания. Намира се в провинция Гранада, в състава на автономната област Андалусия. Общината влиза в състава на района (комарка) Алпухара Гранадина. Заема площ от 78 km². Населението му е 1179 души (по данни от 2010 г.). Разстоянието до административния център на провинцията е 131 km.